# 小行星6244
小行星6244（6244 Okamoto）是一颗围绕太阳公转的小行星。1990年8月20日，關勉在藝西天文台发现了此天体。
这颗小行星的绝对星等为51.60718167529559等。